# Seija Musō
Seija Musō  (聖者無双?), conocida como The Great Cleric en inglés, es una serie de novelas ligeras japonesas escritas por Broccoli Lion. Fue publicada originalmente a través del sitio web de publicación de novelas Shōsetsuka ni Narō en octubre de 2015 y la serie fue adquirida más tarde por Micro Magazine, que comenzó a publicar la serie impresa con ilustraciones de Sime.
Una adaptación al manga, ilustrada por Hiiro Akikaze, comenzó a serializarse en la plataforma de manga web basada en Niconico Suiyōbi no Sirius en junio de 2017. Una adaptación de la serie al anime de Yokohama Animation Laboratory y Cloud Hearts se estrenó en julio de 2023.

## Sinopsis
En un momento, cierto asalariado está en la nube nueve, esa promoción finalmente está a su alcance en obtener su empleo y en el último momento, está desplomado por el dolor tras recibir de una herida de arma de fuego (por parte de un asaltante armado con un revólver mientras estaba siendo arrestado por un policía), y eso fue todo lo que él escribió antes de morir. Por suerte para él, el destino tenía algo más que decir. Un mundo de magia, monstruos y otras entidades que acortan la vida esperan a su yo recién reencarnado para una segunda oportunidad en la vida. Con nada más que sus experiencias de vidas pasadas y agudas habilidades comerciales para guiarlo en las tierras extranjeras del mundo de Galdardia, toma el nombre de Luciel y jura que su próxima desaparición será de la nada más y nada menos que la vejez pacífica, mediante su sueño que tanto anhelaba.

## Personajes
Luciel (ルシエル Rushieru?)
 Seiyū: Reiji Kawashima
Brod (ブロド Burodo?)
 Seiyū: Akio Otsuka
Grulga (グルガー Gurugā?)
 Seiyū: Tomoaki Maeno
Galva (ガルバ Garuba?)
 Seiyū: Daisuke Ono
Lumina (ルミナ Rumina?)
 Seiyū: Rika Kinugawa
Nanaera (ナナエラ?)
 Seiyū: Hina Tachibana
Monika (モニカ?)
 Seiyū: Manaka Iwami
Kururu (クルル?)
 Seiyū: Mikoi Sasaki
Kōun-sensei (豪運先生?)
 Seiyū: Showtaro Morikubo

## Contenido de la obra

### Novela ligera
Seija Musō es escrito e ilustrado por Broccoli Lion. Comenzó a serializarse en el sitio web de publicación de novelas Shōsetsuka ni Narō el 17 de octubre de 2015. Más tarde fue adquirida por Micro Magazine, que comenzó a publicar la serie impresa con ilustraciones de Sime el 30 de agosto de 2016. A partir de enero de 2022, diez volúmenes han sido liberados.
En octubre de 2020, J-Novel Club anunció que obtuvo la licencia de las novelas para su publicación en inglés.

#### Lista de volúmenes
| Volúmenes de novelas ligeras publicadas | Volúmenes de novelas ligeras publicadas | Volúmenes de novelas ligeras publicadas |
| Número                                  | Fecha de lanzamiento                    | ISBN                                    |
| --------------------------------------- | --------------------------------------- | --------------------------------------- |
| 1                                       | 30 de agosto de 2016                    | ISBN 978-4-89-637579-4                  |
| 2                                       | 28 de enero de 2017                     | ISBN 978-4-89-637613-5                  |
| 3                                       | 30 de junio de 2017                     | ISBN 978-4-89-637640-1                  |
| 4                                       | 28 de enero de 2018                     | ISBN 978-4-89-637692-0                  |
| 5                                       | 30 de octubre de 2018                   | ISBN 978-4-89-637827-6                  |
| 6                                       | 29 de junio de 2019                     | ISBN 978-4-89-637893-1                  |
| 7                                       | 26 de diciembre de 2019                 | ISBN 978-4-89-637953-2                  |
| 8                                       | 30 de noviembre de 2020                 | ISBN 978-4-86-716084-8                  |
| 9                                       | 30 de julio de 2021                     | ISBN 978-4-86-716162-3                  |
| 10                                      | 28 de enero de 2022                     | ISBN 978-4-86-716241-5                  |

### Manga
Una adaptación a manga fue ilustrado por Hiiro Akikaze, comenzó la serialización en el servicio de manga Suiyōbi no Sirius basado en Niconico de Kodansha el 27 de enero de 2017. A partir de marzo de 2023, los capítulos individuales de la serie se han recopilado en once volúmenes de tankōbon.
En Anime Expo 2019, Vertical anunció que obtuvo la licencia de la serie para su publicación en inglés.

### Anime
El 7 de octubre de 2022 se anunció una adaptación de serie de televisión de anime. Está producida por Yokohama Animation Laboratory y Cloud Hearts, y dirigida por Masato Tamagawa, con guiones supervisados por Keiichirō Ōchi y diseños de personajes a cargo de Guonian Wang. La serie se estrenará en julio de 2023 en BS11 y TBS. El tema de apertura es "Bagu-chan de Nasuo, mientras que el tema de cierre es "A New Day" de Yuki Nakashima. Crunchyroll obtuvo la licencia de la serie fuera de Asia. Muse Communication obtuvo la licencia de la serie en Asia-Pacífico.

#### Lista de episodios
| N.º en serie | N.º en temp. | Título | Dirigido por                                          | Escrito por     | Fecha de emisión original |
| --- | ------------ | --- | ----------------------------------------------------- | --------------- | ------------------------- |
| 1 | 1            | «El gremio de sanadores» Transcripción: «Chiyushi Girudo» (en japonés: 治癒士ギルド)                                                                                        | Masato Tamagawa                                       | Keiichirō Ōchi  | 6 de julio de 2023        |
| Después de morir, Luciel se reencarna en otro mundo y decide convertirse en sanador, pero está en un mundo totalmente desconocido.                                                               |              | |                                                       |                 |                           |
| 2 | 2            | «El gremio de aventureros» Transcripción: «Bōkensha Girudo» (en japonés: 冒険者ギルド)                                                                                      | Ken'ichi Domon                                        | Keiichirō Ōchi  | 13 de julio de 2023       |
| Luciel decide unirse al gremio de aventureros para mejorar también sus habilidades como sanador. Allí, Brod le someterá a un duro entrenamiento.                                                 |              | |                                                       |                 |                           |
| 3 | 3            | «Talento para las artes marciales» Transcripción: «Bujutsu no Sainō» (en japonés: 武術の才能)                                                                               | Masato Kitagawa                                       | Keiichirō Ōchi  | 20 de julio de 2023       |
| Luciel continúa con su duro entrenamiento a manos de Brod mientras cura las heridas de los aventureros que acuden buscando ayuda.                                                                |              | |                                                       |                 |                           |
| 4 | 4            | «Sustancia X y un pequeño cambio» Transcripción: «Buttai Ekkusu to Sukoshi no Henka» (en japonés: 物体Xと少しの変化)                                                        | Masahiko Suzuki                                       | Takahiro Nagase | 27 de julio de 2023       |
| Luciel tiene el día libre y Brod le recomienda que lo aproveche para aprender a descuartizar monstruos y para estudiar.                                                                          |              | |                                                       |                 |                           |
| 5 | 5            | «La clínica de sanación la llegada de Bottaculli» Transcripción: «Chiyu Inchō Botakūri Tōjō» (en japonés: 治癒院長ボタクーリ登場)                                           | Toshiyuki Sone                                        | Takahiro Nagase | 3 de agosto de 2023       |
| Aunque Luciel sigue entrenando, en esta osación conocerá a Bottaculli, el dueño de una clínica que quiere que Luciel trabaje para él.                                                            |              | |                                                       |                 |                           |
| 6 | 6            | «De viaje» Transcripción: «Tabidachi» (en japonés: 旅立ち) | Motohiro Abe                                          | Keiichirō Ōchi  | 10 de agosto de 2023      |
| Luciel recibe una carta en la que ordena su traslado a otro gremio, así que debe despedirse de los que han sido hasta ahora sus amigos y mentalizarse para emprender el viaje.                   |              | |                                                       |                 |                           |
| 7 | 7            | «La Ciudad Santa de Shurule» Transcripción: «Seito Shurūru» (en japonés: 聖都シュルール)                                                                                    | Ken'ichi Domon                                        | Shinji Satō     | 17 de agosto de 2023      |
| Luciel llega a la Ciudad Santa de Shurule. Allí será recibido en la sede del gremio de sanadores donde querrán averiguar si es cierto que cobra solo una moneda por sus tratamientos.            |              | |                                                       |                 |                           |
| 8 | 8            | «Una amenaza en la sala del jefe» Transcripción: «Bosu Heya no Kyōi» (en japonés: ボス部屋の脅威)                                                                           | Akira Katō                                            | Takahiro Nagase | 24 de agosto de 2023      |
| Durante su exploración del laberinto Luciel encuentra una sala sospechosa en la que aparecen una horda de monstruos poderosos.                                                                   |              | |                                                       |                 |                           |
| 9 | 9            | «Entrenamiento con las paladinas» Transcripción: «Seikishitai to no Kunren» (en japonés: 聖騎士隊との訓練)                                                                  | Masato Kitagawa                                       | Keiichirō Ōchi  | 31 de agosto de 2023      |
| Tras la batalla en la sala del jefe Luciel se da cuenta de que le falta entrenamiento, así que le pide ayuda a las paladinas.                                                                    |              | |                                                       |                 |                           |
| 10 | 10           | «El secreto de la Sustancia X» Transcripción: «Buttai Ekkusu no Himitsu» (en japonés: 物体Xの秘密)                                                                          | Masahiko Suzuki                                       | Shinji Satō     | 7 de septiembre de 2023   |
| Cattleya se sorprende de que Luciel tenga tanta habilidad pese a lo joven que es. Cuando descubre que ha tomado la Sustancia X le lleva ante el papa para que le explique el origen de la misma. |              | |                                                       |                 |                           |
| 11 | 11           | «Problemas en San Shurule» Transcripción: «Seito Shurūru no Ihen» (en japonés: 聖都シュルールの異変)                                                                        | Shin'ya KawabeTarō IkegamiYuka HashimotoNobuhiro Mutō | Keiichirō Ōchi  | 14 de septiembre de 2023  |
| Luciel llega a la sala del nivel 40, pero un mal presentimiento le impide entrar. Sin embargo, la visita de Monika y Nanaella le llenarán de energías para seguir adelante.                      |              | |                                                       |                 |                           |
| 12 | 12           | «La declaración del exorcista y sanador de rango S, Luciel» Transcripción: «Esu-kyū Chiyushi Ken Taimashi Rushieru no Sengen» (en japonés: S級治癒士兼退魔士ルシエルの宣言) | Masato Tamagawa                                       | Keiichirō Ōchi  | 21 de septiembre de 2023  |
| Tras seis meses encerrado en el laberinto, Luciel logra derrotar al jefe del nivel 50 y salir a la superficie, donde todos lo están esperando preocupados.                                       |              | |                                                       |                 |                           |